# Реймс
Реймс (на френски: Reims [ʀɛ̃s] – Ренс) е град в Североизточна Франция, регион Гранд Ест. Населението на града е 183 840 души (2006), а на градската агломерация – около 292 000 души (1999).
Играе важна роля в историята на Франция като място за кралските коронации. Днес в града е разположен Реймският университет.

## История
Там на 7 май 1945 г. в 2,41 ч. сутринта е подписана капитулацията на Нацистка Германия във Втората световна война от главнокомандващия съюзническите войски генерал Айзенхауер, главнокомандващия Вермахта генерал Алфред Йодъл и райхспрезидента гросадмирал Карл Дьониц.

## Забележителности
- Катедрала „Нотър-Дам“, в която са коронясвани френските крале.
- Паметник на Жана д'Арк в центъра на града.

## Спорт
Представителният футболен отбор на града носи името „Стад дьо Реймс“ (дословно: „Стадион на Реймс“).

## Съдружия
Реймс е побритим с:
- Флоренция, Италия (1954)
- Кентърбъри, Англия, Обединено кралство (1962)
- Залцбург, Австрия (1964)
- Аахен, Германия (1967)
- Бразавил, Р. Конго (1969)
- Арлингтън, Вирджиния, САЩ (2005)
- Кутна Хора, Чехия (2008)